# 310 Маргарита
310 Маргари́та (310 Margarita) — астероїд головного поясу, відкритий 16 травня 1891 року Огюстом Шарлуа у Ніцці.